# LW Возничего
LW Возничего (лат. LW Aurigae) — одиночная переменная звезда в созвездии Возничего на расстоянии (вычисленном из значения параллакса) приблизительно 50645 световых лет (около 15528 парсеков) от Солнца. Видимая звёздная величина звезды — от +16m до +15,2m.

## Характеристики
LW Возничего — красная пульсирующая полуправильная переменная звезда (SR:) спектрального класса M. Эффективная температура — около 3295 K.